# アラン・ポエール

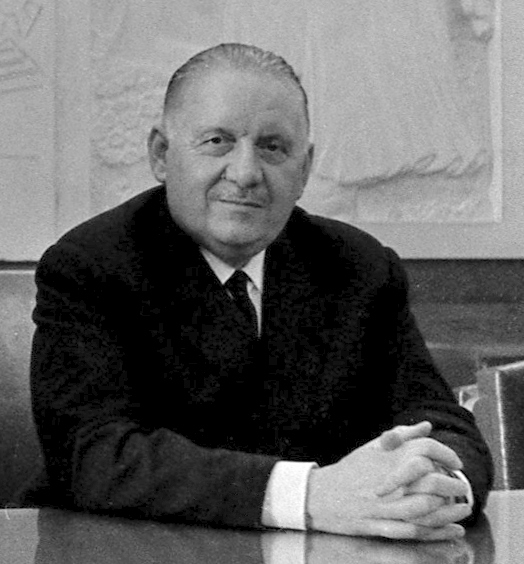
（1969年）

アラン・エミール・ルイ・マリ・ポエール（Alain Émile Louis Marie Poher, 1909年4月17日 - 1996年12月9日）は、フランスの中道主義の政治家。当初は人民共和運動に籍を置いていたが、のちに民主中道に所属し、1946年から1995年にかけてヴァル＝ド＝マルヌ県選出の元老院議員として活動した。また1968年から1992年10月1日にかけては元老院議長を務め、この間に2度の臨時大統領も務めた。1969年の大統領選挙で立候補したものの、第2回投票でジョルジュ・ポンピドゥーに敗れている。

## 生涯・政治経歴
ポエールはヴァル＝ド＝マルヌ県のアブロン＝シュル＝セーヌで生まれた。
ポエールはパリにあるリセ・サン＝ルイを卒業し、その後法学を学んだ。1938年8月19日にアンリエト・テュグレと結婚し、娘マリ＝アニエスをもうける。
政界入りしたのは1938年のことで、この年に財務省の次官補となった。
その後ポエールは元老院議員になる前に次のような役職に就いていた。
- 財務省解放委員会委員長（1944年7月20日 - ）
- 財務省社会福祉部長（1945年1月1日 - ）
- アブロン＝シュル＝セーヌ市長（1946年1月1日 - ）
- 財務・経済担当副大臣（ロベール・シューマン政権）
- 予算担当副大臣（アンリ・クイユ政権）

長らくシューマンと協力し、あるいはシューマンの下で政治活動を続けてきたが、ポエールは1952年に元老院議員に選出され、その後1995年まで元老院議員を続けた。元老院議員としてポエールは政権に加わり、あるいは出身地の市長を務めてきた。
シューマンと同じく、ポエールはヨーロッパ統合推進に強く賛成した立場をとっており、1968年から1969年にかけて欧州議会議長を務めた。

### 臨時大統領
第五共和政憲法における大統領継承順位では、現職大統領が死亡または辞任した場合においては、元老院議長が大統領の権利・義務を代行することとなっており、次期大統領を決する選挙が実施されるまで臨時の国家元首を務めることになっている。
ポエールはシャルル・ド・ゴールが辞任した1969年4月29日に臨時大統領としての職務を開始した。もともとポエールはド・ゴールの政敵のひとりであり、ド・ゴールが提起した国民投票で "non" を突きつける結果を導くにあたって大きな役割を果たした。
臨時大統領である一方でポエールは元老院議長としての職務も続けていたが、この間はエリゼ宮殿に住んでいた。
そもそもポエールはマリ＝ピエール・ケニッグを大統領候補としようと試み、ケニッグに対して全面的な支持を伝えていた。ところがケニッグは健康に不安があり、また国家元首が武官のあいだで持ち回りとなるべきではないとして立候補を固辞した。
ケニッグの立候補辞退を受けてポエールは自ら大統領選挙に立候補することを表明した。世論調査ではジョルジュ・ポンピドゥーの最大の対立候補であり、また選挙戦で現実的に勝利する可能性を持つ非ゴーリスト候補として考えられていた。しかし党での役職経歴が長くないということがポエールの経歴に欠けていたものであった。
ポエールが臨時大統領としての職務は、自らも参加する大統領選挙の監督であった。しかしその期間においてポエールは重要な案件で主導的な立場を果たしている。たとえばド・ゴールの長年の腹心で、裏ではゴーリストの諜報活動のトップであったジャック・フォカールをアフリカ問題担当次官から解任した。なおフォカールはポンピドゥーの当選で復帰している。
またポエールは国営ラジオ・テレビの役員に対して、公共メディアは政治的中立、不偏不党でなければならないと指示し、その後の大統領もこの原則を維持してきた。さらに1968年の五月革命後も残っていたパリの警察部隊の配置転換を指示した。
ポエールは臨時大統領を務めているあいだ、ド・ゴールの盟友であるモーリス・クーヴ・ド・ミュルヴィルを首班とする政権とともに執務にあたっていた。そのため一部ではこの期間を第1次コアビタシオンとする考え方がある。クーヴ・ド・ミュルヴィルとのあいだには一部において激しい政治的対立があった一方で、ポエールは政府とのあいだで協力関係を築いたこともあって広く評価されていた。
大統領選挙で敗北したにもかかわらず、暫定大統領としての業績により、以前はあまり知名度が高くなかったポエールについて、世論は高い評価を与えた。
1974年、ポンピドゥーの在任中の急死を受けてポエールは2度目の臨時大統領となった。しかしこのときは選挙に立候補せず、選挙で当選したヴァレリー・ジスカール・デスタンに大統領の職務を引き継がせた。